# وولورث دویچلند
وولوُرث دُیچلَند (به آلمانی:Woolworth GmbH) یک شرکتِ زنجیره ایِ خرده فروشی با حدود ۴۰۰ شعبه در آلمان است. این شرکت با دامنهٔ وسیعی از کالاها -عمدتاً منسوجات، وسایل خانگی، لوازم التحریر، اسباب بازی، کفش، پوشاک، کالاهای چرمی و شیرینی سازی- را با هدفِ اصلیِ جذبِ خریدارانِ حساس به قیمت عرضه می‌کند. این مجموعه در سالِ ۲۰۱۳ میلادی ۴۵۶۹  کارمند را در زیرمجموعهٔ خود داشته‌است.